# 2027年8月2日日食
2027年8月2日日食是一次日全食，將發生於2027年8月2日。新月當天（即朔日），地球上觀測到月球和太阳的角距離極小，此時月球如果恰好在月球交點附近，穿過太阳和地球之間，與地球、太阳接近一直線，則會出現日食。月球本影接觸地表而使該區域完全得不到陽光，就會形成日全食，同時在本影兩側數千公里的半影範圍內遮擋部分陽光，形成日偏食。此次日全食將會經過西班牙、直布羅陀、摩洛哥、阿爾及利亞、突尼西亞、利比亞、埃及、蘇丹、沙特阿拉伯、葉門、索馬利亞、英屬印度洋領地，日偏食則將覆蓋非洲北部、歐洲大部、亞洲西南半部及周邊部分地區。此次日全食是21世紀持續時間第二長的日全食，僅次於2009年7月22日的日全食，又由於2009年日全食最長時間出現在遙遠的海上和極偏遠的島嶼，本次日全食是容易到達的陸地上該世紀最長的日全食。本次日全食的時長紀錄直到2114年6月3日才會打破。

## 日食概況

### 出現區域
本次日食開始時，月球本影將在百慕大、亚速尔群岛、佛得角群島、安的列斯群島之間的北大西洋面最先接觸地表，當地將在日出時最先看到日全食。然後本影將向東北移動，劃過直布羅陀海峽兩岸，逐漸轉向東南，穿過北非各國後在埃及紅海省境內達到最大食分。此後本影繼續向東南穿過紅海、阿拉伯半島西南部、亞丁灣、非洲之角，進入印度洋，劃過漫長洋面、覆蓋英屬印度洋領地北部後，在日落時分結束於科科斯（基林）群島以西約690公里的洋面。其中，摩洛哥拉巴特、利比亞的黎波里、葉門薩那3個首都位於全食帶南緣，阿爾及利亞首都阿爾及爾則位於全食帶北緣。阿爾及爾南郊、的黎波里東北郊及薩那市區能看到日全食，而拉巴特、阿爾及爾市區及的黎波里市區則能看到食分接近1的日偏食。此外利比亞經濟首都班加西和位於沙特阿拉伯的伊斯蘭教聖地麥加完全被全食帶覆蓋，均能看到日全食。
本次月球本影經過的陸地將包括：
- 西班牙：歐洲本土（西班牙语：España peninsular）的安達盧西亞南部，和北非的休達、梅利利亞及全體西屬主權地；
- 直布罗陀全境；
- 摩洛哥：拉巴特-塞拉-蓋尼特拉大區北部、丹吉爾-得土安-胡塞馬大區、非斯-梅克內斯大區北部、東部大區北部；
- 阿尔及利亚：最南至特萊姆森省北半部、西迪貝勒阿巴斯省中北部、賽伊達省北半部、提亞雷特省中北部、艾格瓦特省北端、傑勒法省中北部、姆西拉省除南端外的大部、比斯克拉省除西南部外的大部、瓦迪省北部一線，最北至提帕薩省除東北部外的大部、卜利達省除北端外的絕大部分、布米爾達斯省南部、提濟烏祖省南部、貝賈亞省南部、塞提夫省除北部外的大部分、米拉省中南部、君士坦丁省南半部、蓋勒馬省南部、蘇格艾赫拉斯省南半部一線，及夾在上述兩線之間各地；
- 突尼西亞：卡夫省南部、托澤爾省北半部、卡塞林省、加夫薩省、錫勒亞奈省南部、凱魯萬省中南部、西迪布濟德省、吉比利省北部、蘇塞省南部、莫納斯提爾省中南部、斯法克斯省、加貝斯省中北部、梅德寧省北部；
- 利比亞：第一次入境擦過的黎波里省西北和東北兩處海岸及邁爾蓋卜省西北海岸，第二次入境經過班加西省、邁爾季省、綠山省除北部外的大部、德爾納省中南部、綠洲省北部後自西北向東南斜貫布特南省中部偏北；
- 埃及：自西北向東南斜貫馬特魯省、吉薩省西南半部，經過新河谷省東北部、貝尼蘇韋夫省西南角、明亞省除東北角外的大部、艾斯尤特省、索哈傑省、基納省、盧克索省、阿斯旺省北部，斜貫紅海省，其中最大食分位於紅海省境內；
- 苏丹：紅海州東北角；
- 沙烏地阿拉伯：麥加省西南部、巴哈省除東北角外的大部、阿西爾省西南半部、吉贊省除西南角外的絕大部分、奈季蘭省西南部；
- 葉門：哈傑省東北半部、薩達省、阿姆蘭省除西南角外的絕大部分、焦夫省中西部、萨那省東北半部、萨那市除極西南角外的絕大部分、馬里卜省除極東北角外的絕大部分、扎瑪爾省東北部、貝達省東北部、哈德拉毛省西南部、舍卜沃省除東北角外的大部、阿比揚省中東部；
- ：薩那格州東北角和巴里州西南半部；
- 英屬印度洋領地：佩魯斯巴紐斯環礁、薩洛蒙群島、布倫亨礁、查戈斯大淺灘東北部（含納爾遜島）。[3][4]

除了狹窄的全食帶內能看見日全食之外，月球半影覆蓋範圍內都將能看到日偏食，包括加拿大東部、聖皮埃爾和密克隆、格陵蘭南部、北非、西非除利比里亚和科特迪瓦海岸交界處以外的絕大部分、中部非洲東北半部、東非中北部、歐洲除北歐北部和俄羅斯歐洲部分東北半部以外的大部分、西亞、中亞中西部、南亞除東北角外的大部分、中南半島除緬甸北部和越南北部以外的大部、馬來半島、蘇門答臘及中國新疆西南部、西藏西部、雲南南部。

此次日全食過程中月影在地表移動的動畫

### 基本參數
由於地球在遠日點附近，月球在近地点附近，且本影接觸地表的位置接近太陽直射點，本次日全食的全食帶較寬，持續時間長，食分大。在埃及新河谷省東北部、鄰近與艾斯尤特省和索哈傑省交界處，全食持續時間達到最長的6分23.2秒，全食帶中心點在其東南約250公里，持續時間稍短一些。本次日全食是21世紀持續時間最長、食分第二大的一次，僅次於一個沙羅周期之前2009年7月22日的日全食，但2009年日全食持續時間最長的6分39.5秒在太平洋上，陸地上的最長持續時間6分35秒也在其附近、遠離日本本土的北硫磺島，到達該島很不方便，實際上多數觀測者能觀測到的持續時間均比該時間短。對大多數人而言，21世紀能方便觀測到持續時間最長的日全食則是本次日全食。本次日全食之後，直到2114年6月3日才有持續時間更長的日全食。
- 類型：日全食
- 食甚中心處（位於埃及紅海省）資料：
  - 時間：2027年8月2日10:06:37.7
  - 地點：25°30.3′N 33°11.0′E / 25.5050°N 33.1833°E
  - 食分：1.0790（全食帶內最大）
  - 本影寬度：257.7公里
  - 日全食持續時間：6分22.6秒
- 全食最長處資料：
  - 時間：2027年8月2日10:00:21
  - 地點：26°49′N 31°8′E / 26.817°N 31.133°E
  - 本影寬度：257.2公里
  - 日全食持續時間：6分23.2秒（全食帶內最長）[8]

## 相關的日食

### 2026-2029年的日食
月球交替位於相對的月球交點時，以半個交點年（食年），即約177天又4小時間隔出現下列日食。
| 日食列表  |           |           |           |           |           |           |           |           |           |           |           |
| 1997-2000 | 2000-2003 | 2004-2007 | 2008-2011 | 2011-2014 | 2015-2018 | 2018-2021 | 2022-2025 | 2026-2029 | 2029-2032 | 2033-2036 | 2036-2039 |

| 升交點                                                         | 升交點                   |          | 降交點                   | 降交點 |
| 沙羅周期                                                       | 地圖                     | 沙羅周期 | 地圖                     |        |
| 121                                                            | 2026年2月17日 環食       | 126      | 2026年8月12日 全食       |        |
| 131                                                            | 2027年2月6日 環食        | 136      | 2027年8月2日 全食        |        |
| 141                                                            | 2028年1月26日 環食       | 146      | 2028年7月22日 全食       |        |
| 151                                                            | 2029年1月14日 偏食（北） | 156      | 2029年7月11日 偏食（南） |        |
| 註：2029年6月12日和2029年12月5日的日偏食屬於下一組交點年系列。 |                          |          |                          |        |

### 沙羅周期
沙羅週期長度為18年11天。本次日食屬於沙羅週期136，共包含71次日食，依次為1360年6月14日至1486年8月29日的8次日偏食、1504年9月8日至1594年11月12日的6次日環食、1612年11月22日至1703年1月17日的6次全環食（亦稱混合食）、1721年1月27日至2496年5月13日的44次日全食、2514年5月25日至2622年7月30日的7次日偏食，總共歷時1262.11年。其中最長的全食發生於1955年6月20日，共持續了7分8秒。
下表列舉了1865年至2100年間發生的屬於該週期的日食，是第29至42次：
| 28            | 29            | 30            |
| ------------- | ------------- | ------------- |
|               | 1865年4月25日 | 1883年5月6日  |
| 31            | 32            | 33            |
| 1901年5月18日 | 1919年5月29日 | 1937年6月8日  |
| 34            | 35            | 36            |
| 1955年6月20日 | 1973年6月30日 | 1991年7月11日 |
| 37            | 38            | 39            |
| 2009年7月22日 | 2027年8月2日  | 2045年8月12日 |
| 40            | 41            | 42            |
| 2063年8月24日 | 2081年9月3日  | 2099年9月14日 |

## 資料來源
1. ↑  樊忠玉. . 中国天文科普网.   [2018-01-31]. （原始内容存档于2014-09-17）.
2. 1 2  Fred Espenak. . NASA Eclipse Web Site.   [2018-01-31]. （原始内容存档于2020-10-20）.（英文）
3. 1 2  Fred Espenak. . NASA Eclipse Web Site.   [2018-01-31]. （原始内容存档于2020-10-20）.（英文）
4. ↑  Xavier M. Jubier. .   [2018-01-31]. （原始内容存档于2018-01-31）.（法文）（英文）
5. ↑  Fred Espenak. . NASA Eclipse Web Site.   [2018-01-31]. （原始内容存档于2019-01-18）.（英文）
6. ↑  Fred Espenak. . NASA Eclipse Web Site.   [2018-01-31]. （原始内容存档于2009-07-22）.（英文）
7. ↑  Fred Espenak. . NASA Eclipse Web Site.   [2018-01-31]. （原始内容存档于2014-03-10）.（英文）
8. ↑  Fred Espenak. . NASA Eclipse Web Site.   [2018-01-31]. （原始内容存档于2020-10-23）.（英文）
9. ↑  Fred Espenak. . NASA Eclipse Web Site.（英文）

## 外部連結
- NASA日食專頁（页面存档备份，存于）（英文）
- 可見區域圖和時間統計：由弗雷德·埃斯佩纳克做出的日食預報，NASA/GSFC
  - Google互動地圖呈現的日食範圍
  - 貝塞爾元素
- Google地圖顯示的日全食和日偏食範圍（页面存档备份，存于）（法文）（英文）

| \| \| 日食 \|                            |                             |                                           |
| 上一次日食： 2027年2月6日日食 （日環食） | 2027年8月2日日食 （日全食） | 下一次日食： 2028年1月26日日食 （日環食） |
| 上一次日全食： 2026年8月12日日食         | 2027年8月2日日食 （日全食） | 下一次日全食： 2028年7月22日日食          |
|                                          | 日食                        |                                           |